# Listonia
Listonia là một chi bướm đêm thuộc họ Noctuidae.